# Griffith Vaissaire
Griffith Vaissaire (circa 1996/1997)  is een Nederlands voetbalster met een Surinaams voetbalpaspoort. Ze speelt op het veld en in de zaal op het hoogste niveau van het Nederlandse damesvoetbal en komt uit voor het Surinaamse voetbalelftal.

## Carrière
Griffith Vaissaire speelde rond 2016 voor VV IJzendijke en sinds 2018 voor SSS Klaaswaal die uitkomt in de Topklasse. Daarnaast speelt ze op het hoogste niveau zaalvoetbal voor Bristol uit Roosendaal. Daar riep haar club haar in 2019 uit tot de meest waardevolle speelster.
Haar vader komt uit Suriname en haar moeder uit Guyana. Vanwege de herkomst van haar vader wordt ook zij tot de Surinaamse diaspora gerekend en kan ze in aanmerking komen voor een Surinaams voetbalpaspoort. Ze kreeg van voetbalmanager Brian Tevreden het aanbod om voor het Surinaams vrouwenvoetbalelftal te spelen in de kwalificatiewedstrijden voor het Wereldkampioenschap voetbal vrouwen van 2023. In 2022 kwam de helft van het nationale elftal uit de diaspora. Ze was in 2022 verdediger tijdens de kwalificatiewedstrijden voor het Wereldkampioenschap voetbal vrouwen van 2023. Op 18 februari 2022 leed ze met haar team een grote Nederlaag van 9-0 tegen Mexico, waarna de kansen klein waren om nog te kunnen doorstoten naar het eindtoernooi. De thuiswedstrijd tegen Anguilla werd gewonnen met 5-0, de uitwedstrijd tegen Puerto Rico verloren met 2-0 en de thuiswedstrijd tegen Antigua en Barbuda gewonnen met 5-1.